# 콩나물무침
콩나물무침은 콩나물을 데쳐 물기를 뺀 뒤에 양념에 무쳐 먹는 숙채이다.